# Kah Walla
Edith Kahbang Walla, conocida como Kah Walla, (Ibadán (Nigéria), 28 de febrero de 1965) es una empresaria y política camerunense. Desde abril de 2011 es presidenta del Cameroon People's Party. Activista en favor de la participación política ciudadana, especialmente de mujeres y jóvenes, en 2008 fundó el movimiento de sociedad civil Camerún Ô Bosso. En 2011 fue la única mujer candidata a las elecciones presidenciales y quedó en el 6 puesto de 23 candidatos.
Está al frente de una asesoría en liderazgo y dirección y gestión de empresas denominada Strategies! que creó en 1995. En 2007 cuando militaba en el Frente Socialdemócrata de Camerún (SDF), partido político líder de la oposición, fue elegida en el consejo municipal del ayuntamiento de Douala1er. Abandonó el SDF en 2010 y pasó a liderar en 2011 el Cameroon People's Party (CPP) con quien se presentó a las elecciones presidenciales.
Kah Walla fue reconocida en 2007 como la una de las siete mujeres emprendedoras influentes de África por el Banco mundial. En 2011 formó parte de la lista de 150 mujeres que hacen mover el mundo elaborada por el semanal americano Newsweek.

## Biografía

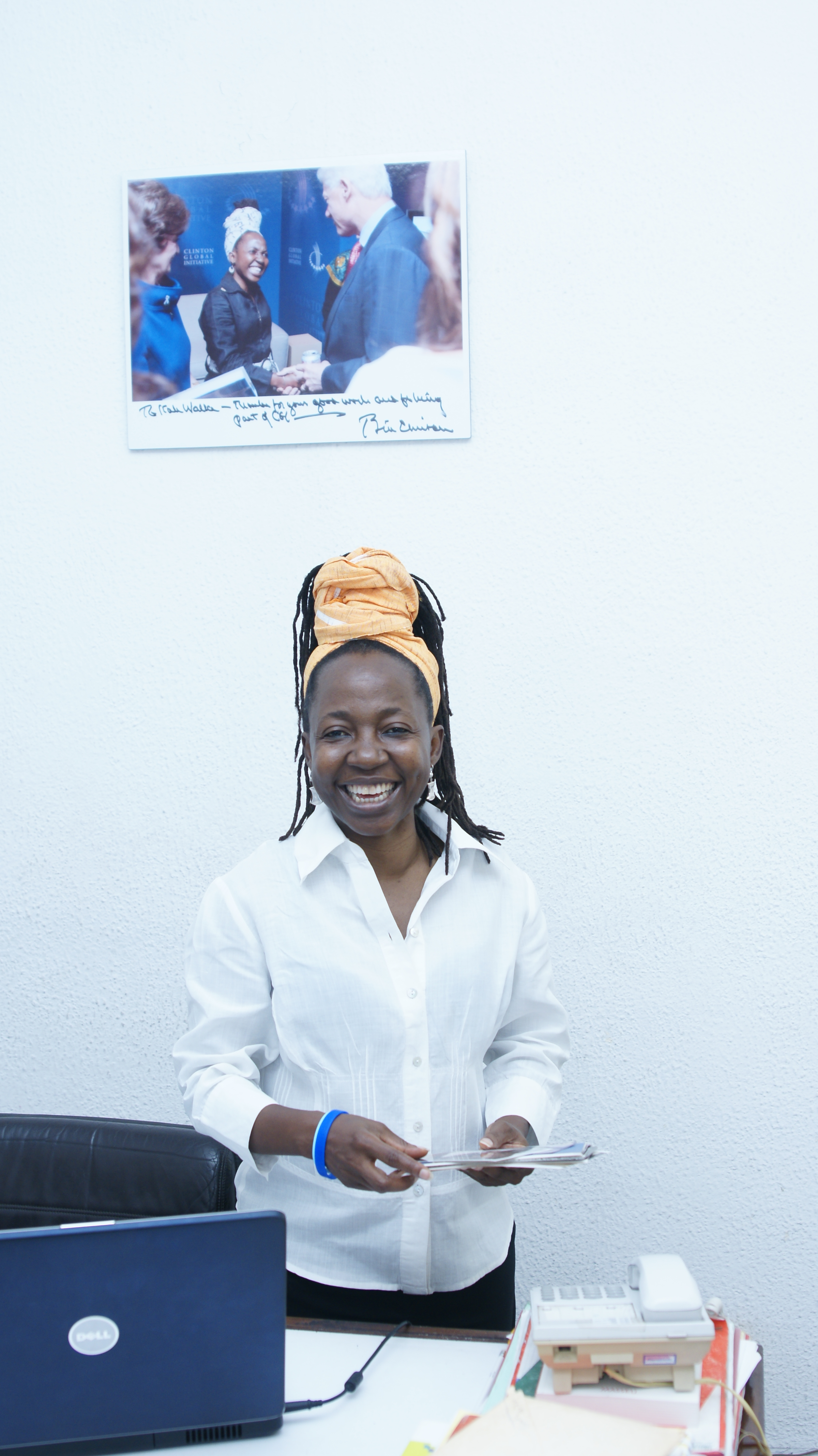
Edith Kah Walla en sus despachos

Kah Walla es originaria de la región del Noroeste de Camerún, concretamente de Bali-Nyonga por su padre y de Pinyin por su madre.
Su padre John Salomon Walla fue director de gabinete de John Ngu Foncha y de Salomon Tandeng Muna, después inspector general, director de la marina mercante en Duala y finalmente representante de Camerún en la conferencia ministerial de África del oeste y de África central sobre los asuntos marítimos en Abiyán. Su madre, Grace Ebako Walla tenía formación en salud pública, dirigió la ONG Camnafaw (Cameroon National Association for Family Welfare).
Edith Kahbang Walla nació el 28 de febrero de 1965 en Ibadán, Nigéria. Su madre había estudiado en Nigeria -tenía dos doctorados en salud pública y educación para la salud- y quiso dar a luz en el hospital donde estudió. Una semana después sus padres regresaron a Yaundé donde vivían y donde realizó sus estudios primarios en la escuela estadounidense.
Continuó secundaria en el liceo de Bouaké en Costa de Marfil donde su familia se trasladado por motivos de trabajo de su padre. Tras la selectividad fue admitida en la Universidad Howard en Washington, en Estados Unidos, donde obtuvo una licenciatura en zoología en 1986, antes de realizar un Máster Of Business Administración en 1990 también en la Howard University.

### Trayectoria profesional
Tras terminar sus estudios regresa a  Camerún donde trabaja durante cuatro años para la empresa Bikanda Conseil, antes de crear su propia empresa, Strategies!, en abril de 1995. En la actualidad se mantiene al frente de esta empresa especializada en liderazgo y dirección y gestión de empresas.

### Trayectoria política
Sus padres eran activistas africanistas y su relación con el activismo y la política empezó pronto. Es al seno del SDF, al principio de los años 1990, Edith Kahbang Walla debutó en su carrera política en Camerún como observadora. Adquiere de experiencia con el paso de los años; con el apoyo de uno de sus colegas redactan el último discurso del líder del SDF, Ni John Fru Ndi, pronunciado durante su campaña en 1992.

#### Frente Socialdemócrata
En 2007, se afilió al SDF y fue elegida concejala de Duala, en la circunscripción de Duala 1.º
El 23 de octubre de 2010 abandonó el partido tras una acusación de malversación financiera y fue elegida presidenta del Cameroon People's Party en abril de 2011 sucediendo a Samuel Fon Tita quién había creado este partido en 1991.

#### Candidatura a las elecciones presidenciales de 2011
En 2010, Kah Walla anuncia a la prensa su intención de presentarse a las elecciones presidenciales de 2011. Primero se da de baja del SDF y poco después íntegra el CPP y resulta elegida presidenta en abril de 2011. Explicará en lo sucesivo que el partido para el cual ha militado desde su creación ya no compartía las mismas ideas que ella, sobre todo en lo que implicaba la visión para las elecciones presidenciales.
Entre 2010 y 2011, Kah Walla multiplica sus intervenciones en los medios de comunicación con el fin de dar a conocer su partido, el CPP, desconocido aunque creado desde 1991. A través del eslogan « The people first » (Primero el pueblo), el partido encuentra eco entre los jóvenes, que son su objetivo principal.
Para atraer el máximo de jóvenes posibles, Kah Walla anima las inscripciones en las listas electorales en todo el país. La campaña de sensibilización le permitió dirigirse a más de 500 000 camerunenses en muy poco tiempo.
Kah Walla, compite en las presidenciales con otros 22 candidatos entre ellos Paul Biya, se lanza activamente en la campaña y plantea propuestas que implican a la juventud y a la gran mayoría de la población. Entre revisión del mandato presidencial y limitación de los mandatos, bajo el eslogan “Kah Walla 2011 – The Time is Now !”, sus propuestas tienen como objetivo afirmar su candidatura.
En las votaciones queda en el puesto 6 entre las 23 candidaturas, con el 0,72 % de los sufragios expresados. En las elecciones triunfa el presidente saliente Paul Biya.

### Elecciones presidenciales 2018
El partido que lidera Kah Walla anunció que no presentaría candidatura a las elecciones presidenciales de octubre de 2018 señalando que el partido quiere centrarse en preparar una transición democrática propuesta por el movimiento Stand Up For Cameroon.

## Activista por la participación de mujeres y jóvenes en la política
Kah Walla fue fundadora en 2008 del movimiento Camerún Ô Bosso, una organización ciudadana en defensa de los derechos civiles que apoya especialmente la incorporación de mujeres y jóvenes en los procesos políticos para el avance de la democracia.
En 2013 a pesar de que el 52 % de la población de Camerún son mujeres éstas apenas ocupan el 14 % de los escaños del parlamento y solo el 6 % de las alcaldías. Women’s Democracy Network WDN y Cameroon O’Bosso (CÔB), con la participación de Kah Walla organizaron un encuentro para analizar las posibilidades de trabajo en vista a incrementar la presencia de mujeres en las elecciones legislativas municipales.
En 2018 Kah Walla apoyó la campaña liderada por Alice Nkom y su asociación Women Voters and Sons para animar a la población joven y a las mujeres a inscribirse en las listas electorales ante las elecciones presidenciales de octubre de 2018.

## Premios y distinciones
Kah Walla ha recibido varios premios y distinciones como empresaria y como militante :
- En 2007 fue reconocida por el Banco mundial, en su informe Doing Business: Women in Africa, como lo una de las siete mujeres contratistas que trabajan a mejorar el medio ambiente de los asuntos a Camerún.[1]

- En 2010 fue citado por las revistas estadounidenses Newsweek y Daily Beast como una de las 150 mujeres que hacen mover el mundo.
- En 2011 recibe el Vital Voices Global Liderazgo Award in público Life

- En 2014 recibió el DVF Award (puesto por Diane Von Furstenberg).[16]

- En 2015 fue reconocida con el Vital Voices Vanguard Award 2015.[17]